# Від тюрми і від суми
«Від тюрми і від суми» — фільм 2008 року.

## Зміст
Історія двох подруг, які шукають своє щастя. Їм зустрічаються різні чоловіки, деякі доводять дівчат до жахливого стану. Колишній чоловік однієї з них намагається відібрати квартиру. Багато різних ситуацій зрештою приводять їх до того, що вони шукали – щастя і кохання.